# 新安郡 (南梁)
新安郡，中国南北朝时设置的郡。
南梁大同二年（536年）分宣汉县置万州，下辖新安郡，治三冈县（今四川省达州市达川区南平滩）。西魏废帝二年（553年）西魏占领新安郡，改为新宁郡。隋文帝开皇三年（583年）废新宁郡，三冈县归通州。